# Пристрастяване към Интернет
Пристрастяването към интернет е описано като нарушение на импулсния контрол, което не включва употребата на упойващо лекарство и е много подобно на патологичното пристрастяване към хазарта.

## Дейности, които може да доведат до пристрастяване
Някои интернет потребители могат да развият емоционална привързаност към онлайн приятелите и дейности. Потребителите на интернет могат да се радват на аспекти на интернет, които им позволяват да се срещат, общуват и обменят идеи чрез чат стаи, уеб сайтове за социални мрежи или „виртуални общности“. Други потребители прекарват безкрайни часове в изследване на онлайн теми или „блогове“ („уеб дневник“, в който човек публикува коментари и поддържа своя редовна хроника; това може да се разглежда като журналистика и записите са предимно текстови).
Подобно на други пристрастявания, тези, които страдат от пристрастяване към Интернет, използват виртуалния свят на фантазиите, за да се свързват с истински хора чрез Интернет, като заместител на физическа човешка връзка, която те не могат да постигнат нормално.

## Предупредителни признаци на пристрастяването към Интернет
- Загриженост за интернет. (Мисли за предишна он-лайн дейност или за очакване на следващата on-line сесия)
- Използване на интернет в нарастващ период от време, за да се постигне удовлетворение
- Повтарящи се, неуспешни усилия за контрол, намаляване или спиране на използването на Интернет
- Чувство на безпокойство, настроение, депресия или раздразнителност при опит за намаляване употребата на Интернет
- Стоене он-лайн по-дълго от предвиденото. Застрашена или рискована загуба на значителни взаимоотношения, работа, образование или възможности за кариера поради използването на Интернет
- Лъжи към членове на семейството, терапевти или други, с цел прикриване степента на участие в интернет. Използването на Интернет е начин да избягате от проблемите или да облекчите дисфоричното настроение. (например чувства на безнадеждност, вина, тревожност, депресия).

## Ефекти
Пристрастеността към интернет води до лични, семейни, академични, финансови и професионални проблеми, характерни за други зависимости. Нарушенията извън интернет са нарушени в резултат на прекомерното използване на Интернет. Хората, които страдат от пристрастяване към Интернет, прекарват повече време в уединено изолиране, прекарват по-малко време извън интернет живот в живота си и често се разглеждат като социално неудобни. Аргументите може да се дължат на обема на времето, прекарано онлайн. Тези, които страдат от пристрастяване към Интернет, могат да се опитат да прикрият времето, прекарано в мрежата, което води до недоверие и нарушаване на качеството при стабилни взаимоотношения.